# Ecsenius bathi
Ecsenius bathi es una especie de pez de la familia Blenniidae en el orden de los Perciformes.

## Morfología
• Los machos pueden llegar alcanzar los 4 cm de longitud total.

## Reproducción
Es ovíparo.

## Hábitat
Es un pez de mar y de clima tropical y asociado a los  arrecifes de coral que hasta los 10 m de profundidad.

## Distribución geográfica
Se encuentran en Indonesia y Malasia.